# Alberto Cassano
Alberto Cassano (Carmen de Patagones, Buenos Aires, 23 de enero de 1935 - Santa Fe, provincia de Santa Fe, 12 de julio de 2014) fue un químico, profesor, autor y científico argentino especializado en el análisis y diseño de reactores químicos, en especial los reactores activados por radiación ultravioleta o fotorreactores. Su actividad se concentró en el estudio de nuevos procesos de tratamiento de aguas y aire contaminados, los Procesos Avanzados de Oxidación.

## Biografía
Era egresado de la Facultad de Ingeniería Química (FIQ) de la Universidad Nacional del Litoral (UNL), doctorado en la Universidad de California (EUA), y docente en las carreras de Ingeniería Ambiental de la Facultad de Ingeniería y Ciencias Hídricas, y en el Doctorado en Ingeniería Química de la FIQ. 
Ingresó a la carrera de Investigador del CONICET, llegando a la categoría de investigador superior.
Además, fue fundador del Instituto de Desarrollo Tecnológico para la Industria Química (INTEC) y del Centro Regional de Investigación y Desarrollo (CERIDE) de Santa Fe y desde 1975 hasta 1982 fue el director general del Proyecto de la Planta Experimental de Agua Pesada por contrato con la Comisión Nacional de Energía Atómica (CNEA).
Autor y coautor de varios libros y numerosas publicaciones científicas en la literatura internacional. Dirigió y codirigió cuarenta y cinco becarios y fue el supervisor de las tesis doctorales de los dos primeros doctores en ingeniería graduados en la Argentina. Varios de sus discípulos han alcanzado las máximas categorías universitarias y en el CONICET.

## Premios y reconocimientos
Recibió numerosas distinciones. Entre las más destacadas sobresalen el Premio Consagración Nacional en 1993, el Premio Konex en 2003, el Premio Fundación Alexander von Humboldt de Alemania y de la American Association of Environmental Science and Engineering Professors de Estados Unidos y el Premio Bernardo Houssay.